# Beechcraft Premier I
El Beechcraft Premier I es un avión a reacción ligero, fabricado por la división Beechcraft de Hawker Beechcraft. El avión fue diseñado para competir con la serie de aviones Cessna CitationJet.

## Desarrollo
El diseño del Premier I comenzó en 1994 bajo la designación PD-374 (PD por Preliminary Design (Diseño Preliminar)), y el desarrollo fue autorizado a continuar a principios del año siguiente. El avión fue lanzado oficialmente en la Convención anual de la National Business Aviation Association, en septiembre de 1995, y la construcción del primer prototipo comenzó a finales de 1996.
El prototipo del Premier I fue presentado el 19 de agosto de 1998 y su primer vuelo fue el 22 de diciembre del mismo año; fueron usados cuatro prototipos en el programa de pruebas de vuelo y su Certificado de Tipo de la FAA fue emitido el 23 de marzo de 2001. El 22 de septiembre de 2005, fue certificado el actualizado Premier IA.

## Diseño
El Premier I está construido con un fuselaje de panel de abeja de compuesto de fibra de carbono/epoxy de alta resistencia. Los Premier I y IA pueden certificarse para operar con un solo piloto. Las plantas motrices son los motores Williams International FJ44-2A.
El Premier I tiene una cabina espaciosa para un avión a reacción ligero: 4,11 m de largo por 1,68 m de ancho por 1,65 m de alto, con una mesa plegable, cuatro asientos tipo club, dos asientos en el sentido de la marcha y un aseo trasero separado.

## Variantes
Premier I
Versión básica, introducido en 2001.
Premier IA
Nuevo interior de cabina y sistemas mejorados.
Premier II
Nuevos motores y puntas alares, aumento del alcance conseguido sin combustible extra. Renombrado como Hawker 200 en octubre de 2010, pero no entró en producción.

## Especificaciones (Premier I)

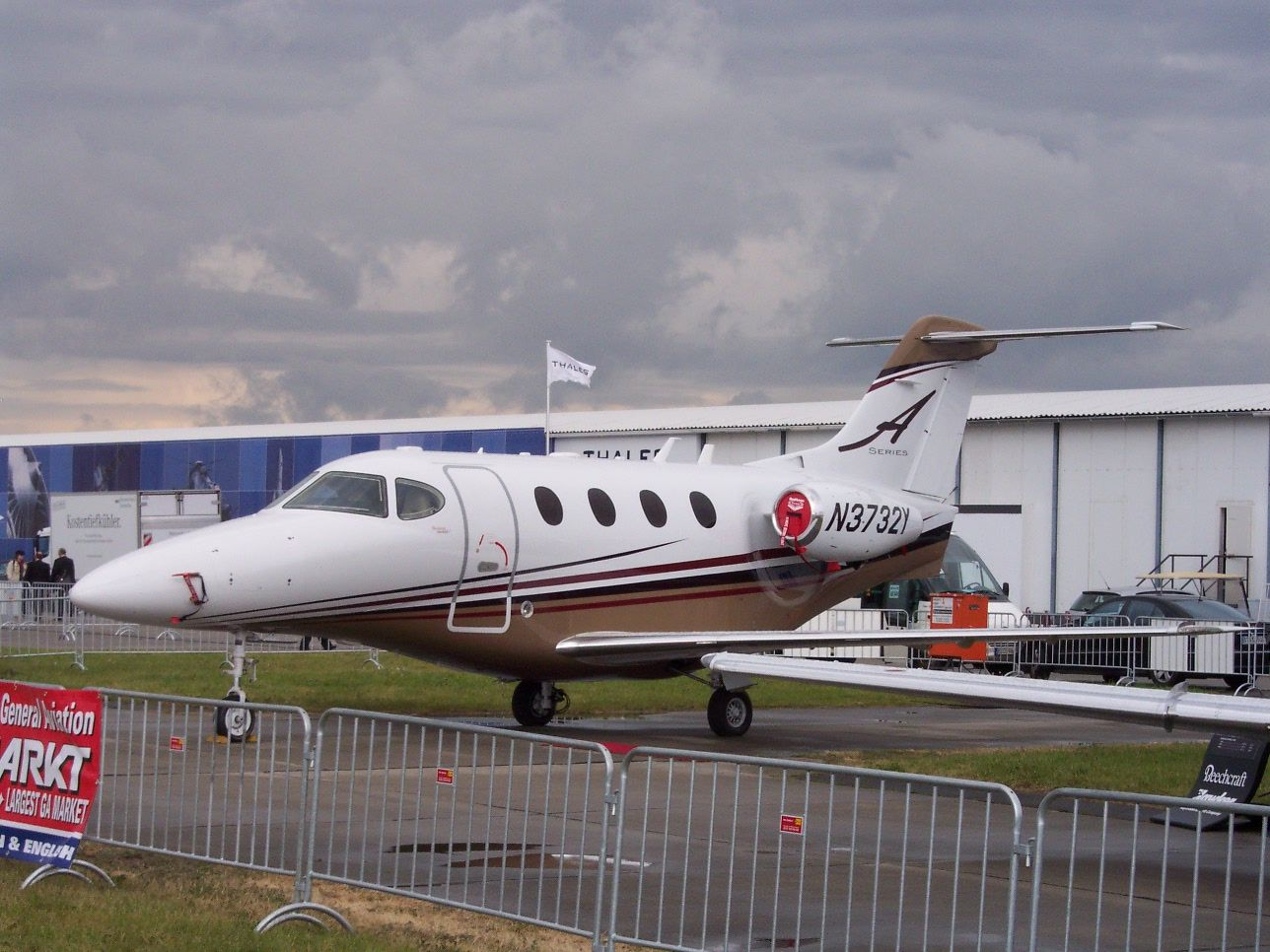
Un Premier IA en una feria comercial de la industria de la aviación, en Alemania.

Referencia datos: Jane's All The World's Aircraft 2003–2004

### Características generales
- Tripulación: Uno-dos.
- Capacidad: Seis-siete pasajeros (depende del número de tripulantes).
- Longitud: 14,02 m.
- Envergadura: 13,56 m.
- Altura: 4,67 m.
- Superficie alar: 22,95 m².
- Peso vacío: 3.627 kg.
- Peso máximo al despegue: 5.670 kg.
- Planta motriz: 2.× turborreactor Williams FJ44-2A.
  - Empuje normal: 10,23 kN (2.300 lbf) de empuje cada uno.

### Rendimiento
- Velocidad nunca excedida (Vne): 854 km/h a 10.060 m.
- Alcance: 2.648 km con un piloto y cuatro pasajeros.
- Techo de vuelo: 12.500 m (41.000 pies).

### Desarrollos relacionados
- Hawker 200

### Aeronaves similares
- Cessna CitationJet
- Embraer Phenom 300
- Honda HA-420 HondaJet

### Secuencias de designación
- Secuencia Numérica (interna de Beechcraft): ← 200 - 300 - 350 - 390 - 400 - 1074 - 1079 →